# Virslīga 1999
L'edizione 1999 della Virslīga fu l'8ª del massimo campionato lettone di calcio dalla ritrovata indipendenza e la 25ª con questa denominazione; vide la vittoria finale dello Skonto Rīga, giunto al suo ottavo titolo.
Capocannoniere del torneo fu Viktors Dobrecovs (Liepājas Metalurgs), con 22 reti.

## Stagione

### Novità
Per problemi finanziari il LU-Daugava decise di scendere di categoria; la neo promossa Policijas si iscrisse regolarmente prendendo il posto del retrocesso Ranto-Miks. La federazione a completamento degli organici creò la squadra del FK Riga.

### Formula
La formula rimase immutata: le 8 squadre si incontrarono in due turni di andata e due (anziché uno) di ritorno un totale di 28 incontri. Erano assegnati tre punti alla vittoria, un punto al pareggio e zero per la sconfitta.
La squadra ultima classificata retrocedeva in 1. Līga.

## Squadre partecipanti
| Club              | Città      | Stagione precedente           |
| ----------------- | ---------- | ----------------------------- |
| Dinaburg          | Daugavpils | 4° in Virslīga                |
| Metalurgs Liepāja | Liepāja    | 2° in Virslīga                |
| Policijas         | Riga       | 1° in 1. Līga, promosso       |
| Rēzekne           | Rēzekne    | 7° in Virslīga                |
| Rīga              | Riga       | Squadra di nuova costituzione |
| Skonto            | Riga       | Campione lettone              |
| Valmiera          | Valmiera   | 5° in Virslīga                |
| Ventspils         | Ventspils  | 3° in Virslīga                |

## Classifica finale
|                     | Pos. | Squadra           | Pt | G  | V  | N | P  | GF | GS | DR  |
| ------------------- | ---- | ----------------- | -- | -- | -- | - | -- | -- | -- | --- |
| Lettonia (bandiera) | 1.   | Skonto            | 69 | 28 | 23 | 0 | 5  | 88 | 15 | +73 |
|                     | 2.   | Metalurgs Liepāja | 60 | 28 | 19 | 3 | 6  | 73 | 25 | +48 |
|                     | 3.   | Ventspils         | 56 | 28 | 18 | 2 | 8  | 62 | 26 | +36 |
|                     | 4.   | Dinaburg          | 44 | 28 | 13 | 5 | 10 | 37 | 32 | +5  |
|                     | 5.   | Valmiera          | 35 | 28 | 10 | 5 | 13 | 33 | 42 | -9  |
|                     | 6.   | Rīga              | 34 | 28 | 10 | 4 | 14 | 35 | 42 | -7  |
|                     | 7.   | Policijas         | 20 | 28 | 5  | 5 | 18 | 25 | 93 | -68 |
|                     | 8.   | Rēzekne           | 5  | 28 | 1  | 2 | 25 | 12 | 90 | -78 |

### Verdetti
- Skonto Rīga Campione di Lettonia 1999 e ammesso al primo turno preliminare di Champions League.
- Metalurgs (squadra fondata nel 1999) ammesso al Turno preliminare di Coppa UEFA come finalista della Coppa di Lettonia 2000.
- Ventspils ammesso al Turno preliminare di Coppa UEFA.
- Dinaburg ammesso al primo turno della Coppa Intertoto 2000.
- Rēzekne retrocesso in 1. Līga 1999.

## Statistiche

### Classifica cannonieri
| Gol |  |  | Giocatore              | Squadra           |
| --- |  |  | ---------------------- | ----------------- |
| 23  |  |  | Viktors Dobrecovs      | Metalurgs Liepāja |
| 19  |  |  | Viktors Voronkovs      | Ventspils         |
| 16  |  |  | Davit Chaladze         | Skonto            |
| 14  |  |  | Mihails Miholaps       | Skonto            |
| 13  |  |  | Vladimirs Koļesņičenko | Skonto            |
| 12  |  |  | Vladislavs Bezborodovs | Ventspils         |
| 11  |  |  | Jevgēņijs Vdovenko     | Ventspils         |
| 9   |  |  | Vitālijs Astafjevs     | Skonto            |